# MARGINAL＃4
《MARGINAL＃4》(매지컬 넘버 포)는 Rejet가 "은하의 끝까지 Kiss를 전달하는 아이돌"을 컨셉으로 결성시킨 가공의 아이돌 그룹. 2013년 2월 17일에 개최한 「Rejet Fes 2013」에 최초로 "Rejet Fes에서만 만날 수 없는 아이돌"로 발표됐다. 가공의 사무실인 피타고라스 프로덕션 소속이다.
프로듀서는 이와사키 다이스케. 일러스트레이터는 키리시마 소우. 사운드 디렉터는 타카이 레이. 악곡에 관해서는 모든 작사를 이와사키 다이스케가 작곡을 MIKOTO가 가고 있다.

## 멤버

### MARGINAL＃4 (매지컬 넘버 포)
키리하라 아톰 (桐原 アトム)
성우 : 마스다 토시키
아이바 루이 (藍羽 ルイ)
성우 : 타카하시 나오즈미, 타나카 아이미 (유년 시절)
노무라 엘 (野村 エル)
성우 : KENN
노무라 알 (野村 アール)
성우 : 스즈키 유우토

### LAGRANGE POINT (라그렌지 포인트)
마키시마 샤이  (牧島 シャイ)
성우 : 토요나가 토시유키
히무로 키라 (緋室 キラ)
성우 : 오오카와 겐키

### UNICORN Jr. (유니콘 주니어)
신도 츠바사 (新堂 ツバサ)
성우 : 아오이 쇼타
타키마루 알토 (滝丸 アルト)
성우 : 사와시로 치하루
나카마 테루마 (仲真 テルマ)
성우 : 소메야 토시유키